# Maria Martins (ciclista)
Maria Ribeiro Gomes Martins (Moçarria, 9 de julho de 1999) é uma desportista portuguesa que compete no ciclismo nas modalidades de pista e rota.
A atleta conquistou a medalha de bronze no Campeonato Mundial de Ciclismo em Pista no ano de 2020 na prova de scratch. Nesse mesmo campeonato alcançou 4.º lugar na disciplina de Omnium, que lhe garantiu apuramento para os Jogos Olímpicos de Tokyo 2020.
Em 2019, também conquistou medalha de bronze no Campeonato Europeu de Pista na disciplina de Scratch, e foi 8ª na corrida de Omnium.
A Atleta Ribatejana foi também medalhada em duas Taças do Mundo, em Hong Kong onde alcançou prata na disciplina de Omnium e bronze na disciplina de Scratch. Uma semana depois, na Nova Zelândia, ficou às portas do pódio alcançando um 4.º lugar na disciplina de Omnium.
Em 2019, Maria Martins tornou-se Vice-Campeã da Europa de Sub-23 na disciplina de Eliminação, no mesmo dia que completou o seu 20 aniversário.
Em 2018, nos seus primeiros campeonatos da Europa de Sub-23 conquistou a medalha de bronze na prova de Scratch.
Em 2016, Maria Martins tornou-se, no seu primeiro ano de Júnior Vice-campeã da Europa na prova de Scratch. Passado 1 ano, nos Campeonatos Europeus em Anadia, Portugal, Maria volta a repetir o feito alcançando a Prata mas na disciplina de Eliminação. 

## Medalheiro internacional
| Campeonato Europeu | Campeonato Europeu         | Campeonato Europeu | Campeonato Europeu |
| Ano                | Lugar                      | Medalha            | Competição         |
| ------------------ | -------------------------- | ------------------ | ------------------ |
| 2019               | Apeldoorn ( Países Baixos) | Medalha de bronze  | Scratch            |
| 2020               | Berlim ( Alemanha)         | Medalha de bronze  | Scratch            |
| 2021               | Apeldoorn ( Países Baixos) | 1                  | Omnium             |

## Palmarés
2018
- 2.ª no Campeonato de Portugal Contrarrelógio
- 2.ª no Campeonato de Portugal em Estrada

### Classificações mundiais
| Ano            | 2018 | 2019 | 2020 | 2021 | 2022 | 2023 |
| -------------- | ---- | ---- | ---- | ---- | ---- | ---- |
| UCI Ranking    | 330. | 248. | -    | 141. | 90.  | 98.  |
| UCI World Tour | -    | 154. | -    | 128. | 76.  | 174. |
|                |      |      |      |      |      |      |
| Fonte: UCI     |      |      |      |      |      |      |

## Equipas
- Sopela Women's Team (2018-2019)
- Drops[2] (2020)

## Reconhecimentos
- Nomeada para Prémio “Desportista do Ano” na categoria "Atleta Feminino" 2021 pela Confederação do Desporto de Portugal.[3]
- Foi a primeira ciclista portuguesa a correr no WorldTour feminino (2023).[4]